# 힐탑 파크
힐탑 파크(Hilltop Park)은 미국 뉴욕주 뉴욕에 위치한 야구장이다. 과거 MLB 뉴욕 하일랜더스와 뉴욕 자이언츠의 홈구장으로 사용했다.